# Baseodiscus quinquelineatus
Baseodiscus quinquelineatus är en djurart som tillhör fylumet slemmaskar, och som först beskrevs av Jean René Constant Quoy och Joseph Paul Gaimard 1833.  Baseodiscus quinquelineatus ingår i släktet Baseodiscus och familjen Valenciniidae. Inga underarter finns listade i Catalogue of Life.